# Le Reculet
O Reculet com 1 718 m de altitude  é o segundo mais alto cume da cordilheira do Jura no departamento francês de l'Ain. Encontra-se a Sudoeste do crêt de la Neige, a  noroeste de Genebra na comuna de Thoiry. No centro do parque natural regional do Alto-Jura o seu acesso é assim muito  regulamento.

## Toponímia
O termo Reculet terá vindo do franco-provençal Recula que designa um "lugar isolado no início de um vale" mas que foi afrancesado em Reculet "como lugar isolado, recuado" nas línguas de oïl .

## Geografia
Cume anticlinal dos montes Jura, onde se encontram a maior parte dos mais altos cumes do maciço, apresenta uma vista panorâmica sobre o País de Gex, Genebra e do outro lado do lago Lemano a cadeia do Monte Branco. É por essa razão que o Reculet se encontra num passeio pedestre conhecido pelo balcão dos alpes que do colo da Faucille parte para sul.

## História
Antes que a altitude do crêt de la Neige não tenha sido rectificado de 1 720 m em 2003 em vez de  1 717,6 m, o Reculet era o mais ponto do maciço do Jura «Le Jura prend de la hauteur !» (em francês).
No cimo da montanha encontra-se uma cruz que foi erigida pelos artesões de Thoiry em 1892 a pedido dos padre da freguesia para que houvesse um símbolo durável da manifestação da fé depois dos anos negros da Revolução francesa .

## Galeria

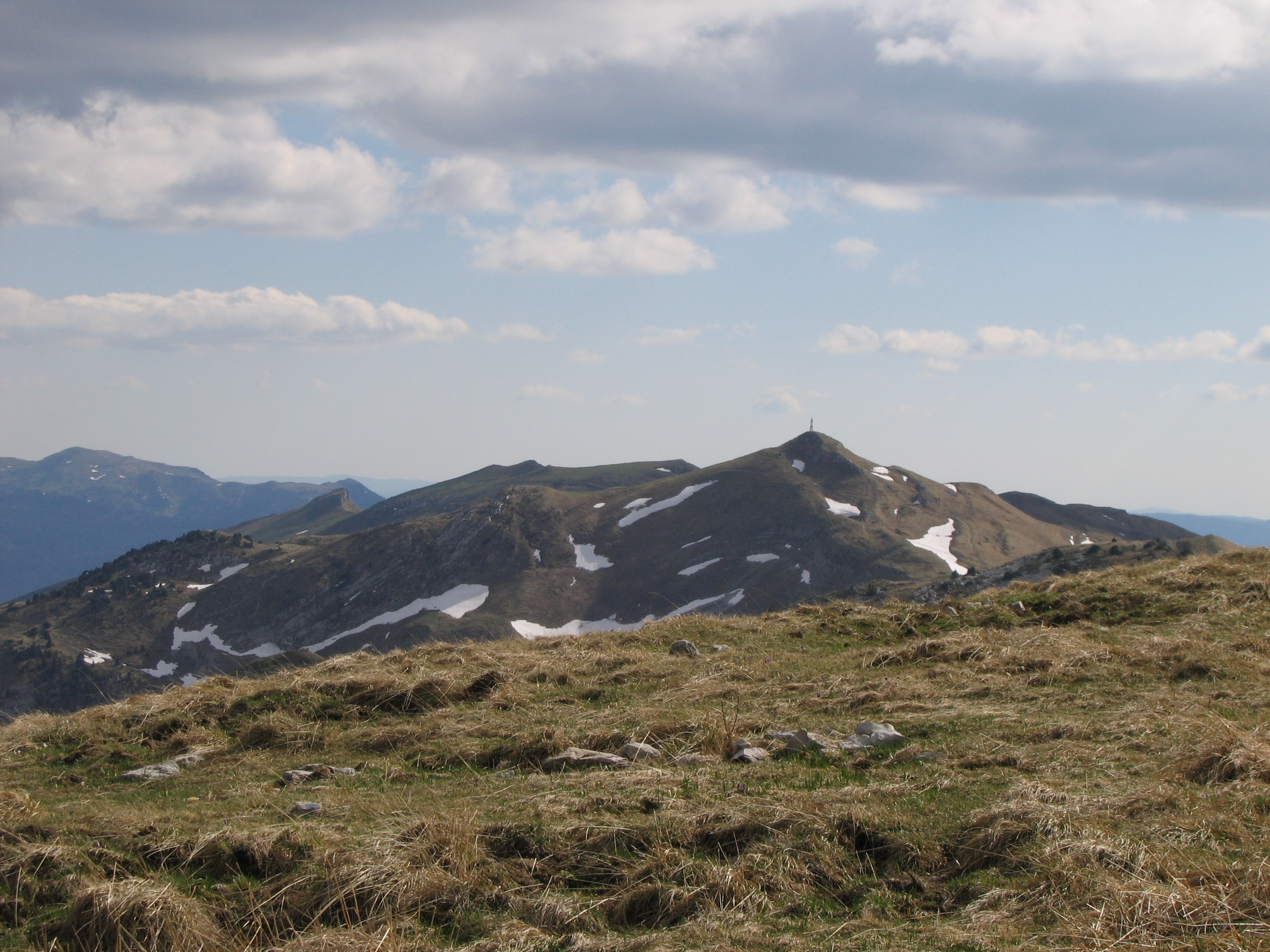
Le Reculet visto de nordeste
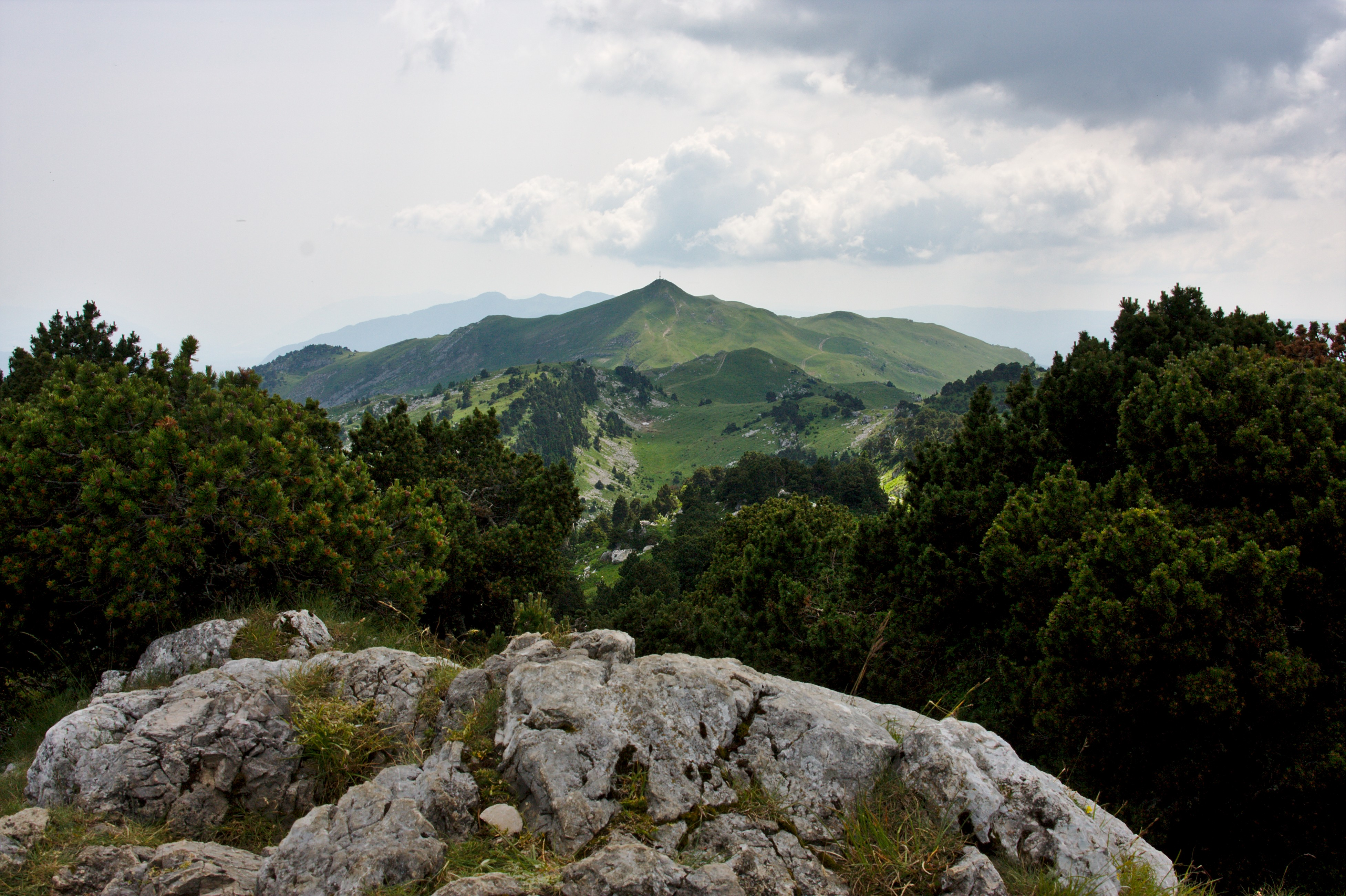
Vista a partir do Crêt de la Neige
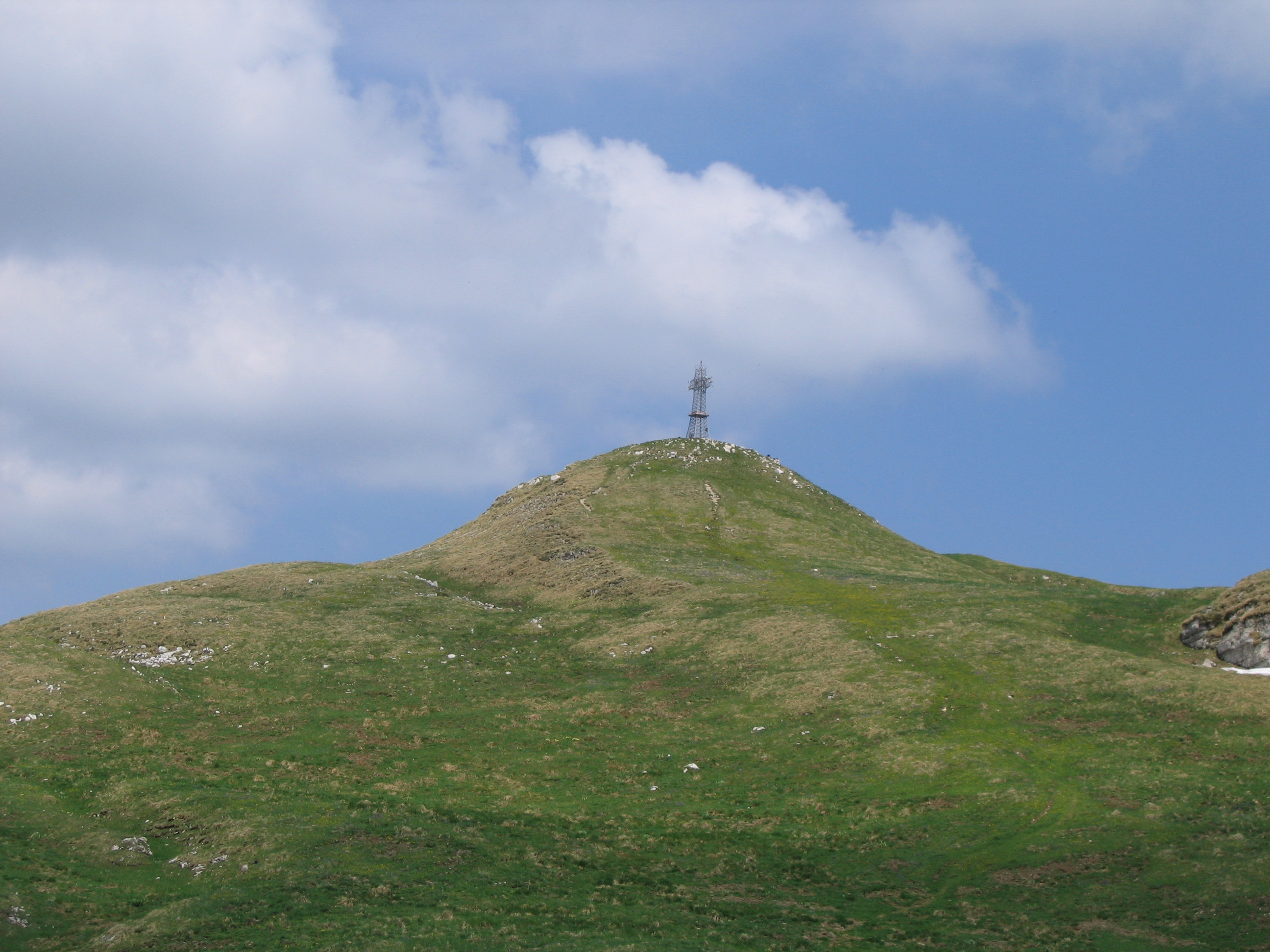
O cume do Reculet